# Kaunertal (gmina)
Kaunertal – gmina w Austrii, w kraju związkowym Tyrol, w powiecie Landeck. Leży w Alpach. Powierzchnia gminy wynosi 193,51 km², liczy 599 mieszkańców (1 stycznia 2015).

## Położenie
Miejscowość jest położona w dolinie Kaunertal, która składa się z wielu mniejszych zagród.
Sąsiednie gminy to: Fendels, Graun im Vinschgau, Kaunerberg, Kauns, Pfunds, Ried im Oberinntal, St. Leonhard im Pitztal, Sölden, Tösens, Prutz.

## Podział administracyjny
Miejscowości w gminie: Boden, Kaltenbrunn, Loch, Mühlbach, Platz, Wolfskehr. Główną miejscowością gminy jest Feichten, leżąca na wysokości 1287 m.

## Historia
W gminie znajduje się kościół pielgrzymkowy Kaltenbrunn. W tym miejscu w 1272 rycerz Erbo Schenkenberg ufundował kaplicę jako pokutę za popełnioną zbrodnię. Święty obraz z XIV wieku uczynił z kościółka miejsce pielgrzymek żołnierzy zaciężnych. Złożono w nim krucyfiks z 1697 i figury ołtarzowe z ok. 1720. W przysiółku Platz założono zaś muzeum krajoznawcze.

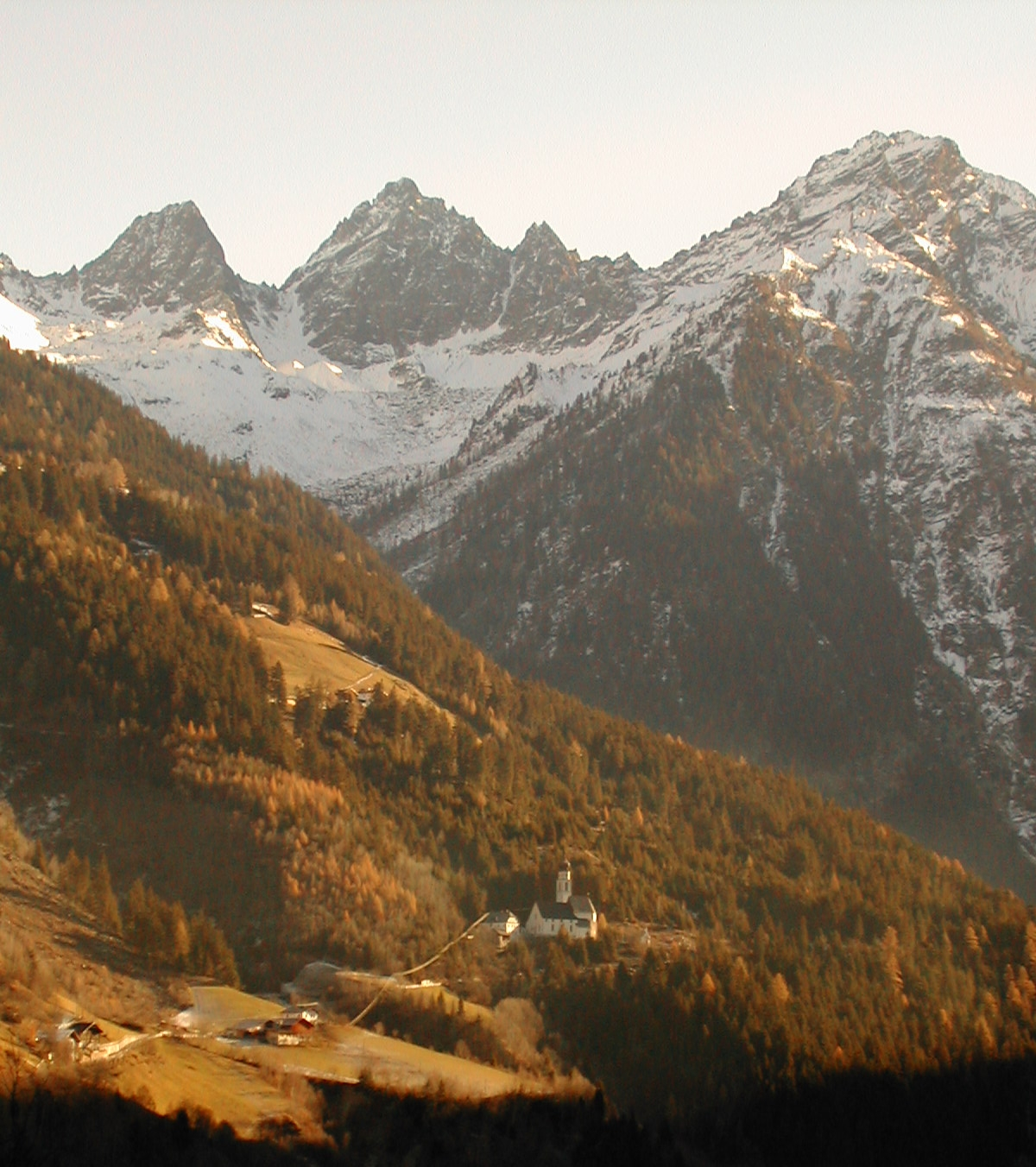
Kościół pielgrzymkowy Kaltenbrunn

Rozwój turystyczny gminy nastąpił w latach 50. XX wieku. W latach 1961–1964 zbudowano sztuczne jezioro Gepatschspeicher. W 1982 wytyczono trasę Kaunertaler Gletscherstraße, prowadzącą do lodowca Weißseespitze.